# Sambor (gmina)
Sambor – dawna gmina wiejska w powiecie samborskim województwa lwowskiego II Rzeczypospolitej. Siedzibą gminy było miasto Sambor, które nie należało do gminy.
Gminę utworzono 1 sierpnia 1934 r. w ramach reformy na podstawie ustawy scaleniowej z dotychczasowych gmin wiejskich: Bereźnica Rustykalna, Bereźnica Szlachecka, Czukiew, Dąbrówka, Olszanik, Radłowice, Strzałkowice, Uherce Zapłatyńskie, Waniowice i Zadniestrze.
Po II wojnie światowej obszar gminy znalazł się w ZSRR.